# Кахетинці
Кахети́нці (груз. კახები) — етнографічна група грузинів. Розмовляють кахетинським діалектом грузинської мови. Самоназва «кахи».

## Розселення
Кахетинці живуть в історичній області Кахетія, яка має статус краю. Ферейданці, які є нащадками кахетинців, переселених до Ірану, вважаються окремою етнографічною групою грузинів. Кизикці — окрема підгрупа в складі кахетинців.

## Історія
Одними з найдавніших предків грузинів Кахетії є кавказькі албани.

## Релігія
Кахетинці сповідують православ'я і належать до грузинської православної церкви. Ферейданці — мусульмани-шиїти.